# Liste des ordres, décorations et médailles de la Pologne
Les ordres, décorations et médailles de la Pologne constituent un système par lequel les citoyens, civils et militaires sont récompensés pour leur courage, leur réussite ou pour services rendus. Le système comprend les ordres honorifiques, les décorations, à titre civil ou militaire et les médailles.

## Ordres, décorations et médailles en vigueur

### Par ordre décroissant
| Ordre de l'Aigle blanc (1705) | Ordre militaire de Virtuti Militari (1792) | Ordre Polonia Restituta (1921) | Croix militaire (2006) | Ordre de la croix d'Indépendance (2010) | Ordre du Mérite de la république de Pologne (1974) |
| ----------------------------- | ------------------------------------------ | ------------------------------ | ---------------------- | --------------------------------------- | -------------------------------------------------- |
|                               |                                            |                                |                        |                                         |                                                    |
|                               |                                            |                                |                        |                                         |                                                    |

### Décoration ministérielle, armée
| Médaille des forces armées au service de la Patrie (1951) | Médaille du mérite pour la défense nationale (1966) | Médaille de l'armée polonaise (1999) | Médaille du mérite de la police polonaise (2001) | Médaille du mérite des gardes frontières polonais (2004) |
| --------------------------------------------------------- | --------------------------------------------------- | ------------------------------------ | ------------------------------------------------ | -------------------------------------------------------- |
|                                                           |                                                     |                                      |                                                  |                                                          |
|                                                           |                                                     |                                      |                                                  |                                                          |

### Culturel
Décerné pour une reconnaissance dans une branche d'activité.
- International Online Film Critics pour le cinéma.
- Prix Nike, prix littéraire de la fondation Kościelski en littérature.
- Concours international de piano Frédéric-Chopin, disque de diamant, disque d'or pour la musique.
- Médaille Kołos, prix scientifique.

| Médaille du Mérite culturel polonais Gloria Artis (2005) | Ordre polonais du Mérite culturel (1969) |
| -------------------------------------------------------- | ---------------------------------------- |
|                                                          |                                          |
|                                                          |                                          |